# Toledos
Toledos é um povoado português localizado na freguesia da Madalena (freguesia), concelho da Madalena do Pico, ilha do Pico, arquipélago dos Açores. Neste povoado localiza-se o Parque de Lazer dos Toledos e a Casa Conventual dos Jesuítas, cuja construção recua ao século XVIII. Nesta localidade é feita anualmente festa religiosa em honra do Santo Cristo dos Milagres.